# John Tong Hon
John kardinál Tong Hon ((TZ: 湯漢 ZZ: 汤汉 pinyin: Tàng Hàn),(31. července 1939 Hongkong) je čínský římskokatolický kněz, biskup Hongkongu, kardinál.

## Život

Znak kard. Johna Tong Hona

Kněžské svěcení přijal 6. ledna 1966 v Římě z rukou papeže Pavla VI. Studoval filozofii na univerzitě v Hongkongu, doktorát získal na Papežské univerzitě Urbaniana.
V září 1996 byl jmenovaný pomocným biskupem v diecézi Hongkong, biskupské svěcení mu udělil 9. prosince téhož roku kardinál John Baptist Wu Cheng-chung. Dne 30. ledna 2008 ho papež Benedikt XVI. jmenoval biskupem-koadjutorem diecéze Hongkong. Řízení diecéze se ujal poté, co vzhledem k dovršení kanonického věku odešel na odpočinek jeho předchůdce kardinál Joseph Zen Ze-kiun. Dne 18. února 2012 na konzistoři byl jmenován kardinálem a obdržel kardinálské insignie.